# Caxcanes de Zacatecas
Caxcanes de Zacatecas war die Bezeichnung der dem Centro de Recursos para la Enseñanza y el Aprendizaje (kurz C.R.E.A., deutsch Zentrum für Lern- und Lehrmittel) angeschlossenen Fußballmannschaft aus Juchipila im mexikanischen Bundesstaat Zacatecas, die in der Saison 1987/88 in der seinerzeit drittklassigen Segunda División 'B' vertreten war.

## Name
Der Name Caxcanes bezieht sich auf einen in der Region beheimateten indigenen Volksstamm, der sich im Vizekönigreich Neuspanien am Mixtón-Krieg gegen die spanischen Kolonialisten beteiligte.

## Vereinsgeschichte
Die Caxcanes de Zacatecas übernahmen zur Saison 1987/88 den Platz des aus der viertklassigen Tercera División aufgestiegenen Club Alianza de Sayula, der sein Aufstiegsrecht nicht wahrnahm. Nach einem Jahr verkaufte der Verein seine Lizenz zur Teilnahme an der Segunda División 'B' seinerseits an den Club Deportivo Aguascalientes.